# San Stino di Livenza
San Stino di Livenza (San Stin in veneto ed in friulano occidentale, spesso indicato erroneamente come Santo Stino di Livenza) è un comune italiano di 12 739 abitanti della città metropolitana di Venezia in Veneto.

## Geografia fisica
Il territorio comunale presenta una forma allungata che si sviluppa da nord-ovest a sud-est
ed è delimitato dai corsi dei fiumi Livenza e Malgher.
La posizione centrale nella pianura Veneta orientale, tra le cittadine di San Donà di Piave e Portogruaro, e una ben sviluppata rete viaria, permettono una ottimale fruizione dell'intero territorio e la possibilità di una veloce connessione con i maggiori centri culturali e commerciali (Venezia, Treviso, Pordenone) oltre ad un rapido raggiungimento delle località turistiche sia balneari (Caorle, Jesolo, Bibione) che alpine (Cansiglio, Piancavallo).
Una via di comunicazione, utilizzata oramai prettamente solo per scopi turistico-ricreativi, è il fiume Livenza che, tranne brevi tratti, risulta navigabile dalla foce (a Caorle) fino a Pordenone (attraverso il Meduna).
San Stino di Livenza, Corbolone e Località Bosco sono i centri residenziali situati nella parte settentrionale del territorio comunale; quest'area presenta aspetti morfologici tipici degli ambienti di pianura. Procedendo, invece, verso meridione e seguendo il corso del fiume Livenza, il paesaggio muta assumendo i tratti caratteristici delle aree bonificate, fra le quali la bonifica delle Sette Sorelle.
18.000 anni fa l'area dell'attuale città era ricoperta da graminacee, da arbusti e da boschi, seguì l'innalzamento del livello del mare dovuto allo scioglimento dei ghiacciai Wurmiani, tale sprofondamento marino avrebbe portato la linea di spiaggia nell'attuale centro abitato, 6-7000 anni fa iniziò a delimitarsi dalla laguna di San Stino - Caorle il fiume Livenza grazie ai detriti delle montagne bellunesi, valli del Cellina, Meduna e Piave.

## Origini del nome
Il documento dove compare per la prima volta il nome San Steno (riferito a San Stefano protomartire, uno dei primi sette diaconi lapidati un paio di anni dopo la morte di Gesú a cui è intitolata la parrocchiale) é la bolla concessa da Papa Urbano III il 15 marzo 1186 al vescovo di Concordia Gionata.In una mappa del 1672, conservata nell'Archivio di Stato di Venezia, è riportato il toponimo San Stin, mentre in altri documenti storici compare abbreviato S. Stin, come in una lettera del 1811 del Podestà del "Comune di San Stin di Livenza" durante il Regno italico (1811), denominazione confermata anche dopo il 1866 e fino al fino all'aprile 1871 quando venne pubblicata nel Dizionario dei Comuni del Regno d'Italia. Tra l'aprile 1871 e il febbraio 1883, a causa di un errore materiale dovuto alla regola grammaticale che prevede che, davanti alla esse impura, la parola "san" diventa "santo", la denominazione Santo Stino iniziò ad essere inclusa nell'edizione del 1886 del Dizionario dei Comuni del Regno d'Italia. Il 10 novembre 2011 la giunta comunale deliberò un atto ricognitivo dell'esatta denominazione del Comune di San Stino di Livenza, al fine di chiarire in maniera definitiva e inequivocabile la questione.
Il territorio a sud della città, bonificato tra l'Ottocento e il Novecento, era chiamato Sette Sorelle: il luogo, denominato inizialmente Gastal di San Stin, fu diviso infatti nel 1687 tra le 7 figlie del signorotto proprietario dei terreni. I nomi delle figlie sono stati ritrovati in una cartina presso gli archivi di stato veneziani ed erano spartiti da est verso ovest per: Brigida, Bernardina, Ellena, Chiara, Maria, Marina e un'altra figlia Marina.

## Storia

### Il periodo romano
I primi segni di insediamenti abitati rinvenuti nel comune di San Stino risalgono all'epoca romana, quando il territorio non era ospitale in quanto a nord era ricoperto da foreste e a sud si sviluppavano lagune.

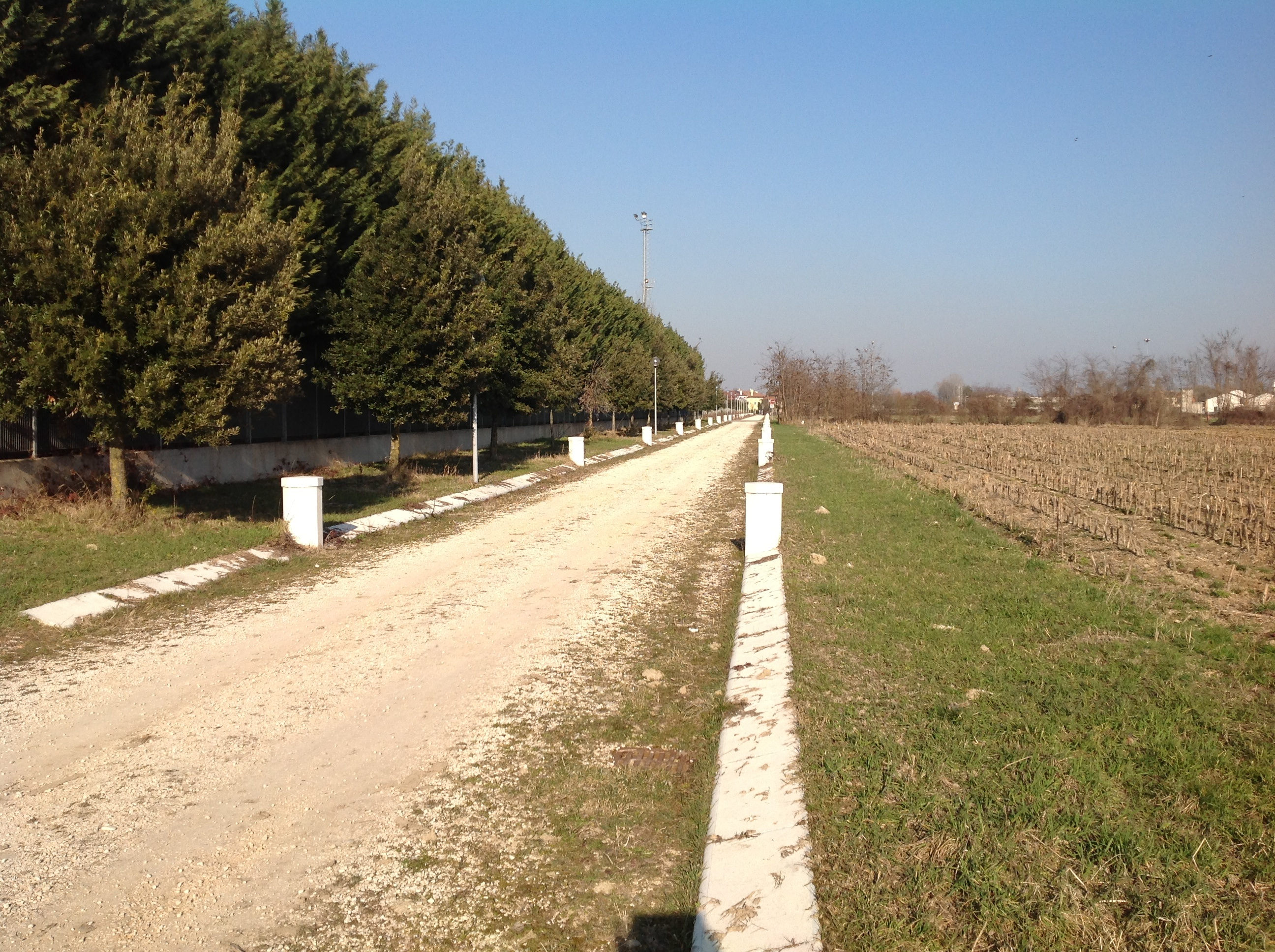
Via Annia passante a sud della città

La parte nord era attraversata da un'importantissima via di comunicazione dell'epoca, la via Annia, che collegava Roma a Bisanzio e della quale si ha notizia tramite i resti di un ponte in pietra sul Livenza ritrovati nel 1883, a circa 150 metri di distanza dall'attuale ponte della Strada statale 14 della Venezia Giulia.

### Medioevo
Dopo la caduta dell'Impero romano d'Occidente, nel 476, le scorrerie dei barbari misero a ferro e fuoco l'entroterra, mentre le popolazioni che vivevano nelle aree lagunari riuscirono a sfuggire alle devastazioni, grazie all'inospitalità di quei territori.
Fu proprio in questi luoghi che, nel V secolo, su delle terre un po' più alte sul livello del mare, fu edificata la Pieve del Grumello, (una delle più antiche diocesi del vicino insediamento romano di Concordia Sagittaria), che si ritiene sorgesse nei pressi dell'attuale paesino di Sant'Alò. Più tardi si sviluppò un piccolo borgo attorno al monastero di San Pietro di Romadina, ubicato lungo il fiume Livenza, nel tratto di fronte al paese di Boccafossa.
Intorno al X secolo d.C. iniziò il ripopolamento dell'entroterra; nei pressi di un antico insediamento romano, venne costruito dalla famiglia dei da Prata il Castello, attorno al quale in seguito sorgerà l'abitato di San Stino di Livenza.
Poco dopo, sotto l'influenza dei monaci di Sesto al Reghena, ebbe origine la “Villa di Corbolone”, dotata anche di strutture di difesa.
Con la Bolla del 1186 si notificò il passaggio dei territori comunali di San Stino di Livenza, alla diocesi di Concordia Sagittaria.
Per un lungo periodo l'ubicazione di San Stino, lungo il fiume Livenza si dimostrò strategicamente importante, in quanto ai confini tra Venezia, il patriarcato di Aquileia, i domini trevigiani e quelli dei da Camino.
Nel 1259 i da Prata cedettero ville e castelli, tra cui San Stino e Corbolone, ai patriarchi di Aquileia. Questi non assunsero direttamente il potere, ma istituirono il capitanato di San Stino.
Durante una delle numerose guerre tra il Patriarcato di Aquileia e la Repubblica di Venezia, nel 1387, il castello di San Stino fu affidato all'arcidiacono di Gorizia, Simone de' Gavardi, che compì diverse incursioni nei territori dei veneziani e si spinse fino a saccheggiare e incendiare il vicino paese di Caorle. La rappresaglia della Serenissima Repubblica fu altrettanto violenta e si concluse, nel 1388, con l'assalto e l'incendio del castello di San Stino.
In seguito, con l'annessione del Friuli alla Repubblica di Venezia, nel 1420, San Stino non fu più terra di confine, perse quindi la sua importanza strategica e il castello divenne la fastosa residenza della nobile famiglia veneziana degli Zeno.
La toponimia del nome San Stino deriva dal nome del patrono della città: Santo Stefano, in tempo medioevale il nome della città da Santo Stefano di Livenza fu storpiato dagli abitanti diventando Santo Steno arrivando ad evolversi nel tempo in Santo Stino anche se generalmente era chiamato San Stino. Dal 2011 la città si chiama ufficialmente San Stino di Livenza.

### Età moderna
Nel 1499 San Stino offrì rifugio alle popolazioni locali durante le invasioni dei Turchi, infatti questi seminarono morte e distruzione e giunsero fino a "Corbolonis", che si trovava sulla riva destra del fiume e non era ancora sotto la giurisdizione della cittadina (attualmente si chiama Corbolone ed è frazione di San Stino). Durante il rinascimento, la allora San Steno, divenne luogo di vacanze per i signori della Repubblica di Venezia, così vennero costruite numerosissime ville venete e il castello venne ceduto ai capitani che reggevano il governo sanstinese per conto della Serenissima diventando luogo politico per la città.
Nel 1514 a Corbolone venne edificata, dai maestri muratori Giorgio e Bernardino da Crema, la chiesa di San Marco, splendido scrigno che raccoglie importanti opere d'arte del Pordenone, del de' Pitati e del Diziani.
Nel 1766 nel territorio si contavano 317 famiglie per un totale di 1 731 persone e dello stesso anno è l'edificazione di una chiesetta, a metà strada tra San Stino e Caorle, dedicata alla Madonna della Salute, e attorno alla quale in seguito si sviluppò un piccolo borgo che diventerà La Salute di Livenza.

### Risorgimento
In seguito all'invasione di Venezia da parte di Napoleone Bonaparte i francesi arrivarono anche a San Stino dove occuparono il castello, che venne saccheggiato; le torri che facevano parte della struttura vennero abbattute e così fu edificata la vicina barchessa (ora ristrutturata e facente parte dell'oratorio Santo Stefano). Dopo la caduta della Repubblica di Venezia, nel 1797, San Stino, con il Trattato di Campoformio (1798), passò sotto il dominio austriaco e nel 1805, con il Trattato di Presburgo, la città finì a far parte del Regno d'Italia. Nel 1815, con il Congresso di Vienna, San Stino divenne parte del Regno Lombardo-Veneto.

### Età contemporanea
San Stino fu annessa al Regno d'Italia nel 1866 dopo la Pace di Vienna. Nel 1886 venne inaugurata la Stazione di San Stino di Livenza che all'epoca faceva parte della tratta Venezia-Portogruaro e successivamente arrivò fino a Trieste.
Nel 1894 il comune di Santo Stino iniziò il percorso di bonifica della palude di Sette Sorelle attraverso lo scavo di canali per risolvere il problema della malaria che affliggeva la località vicino al centro cittadino.
La Prima guerra mondiale vide ancora San Stino di Livenza direttamente interessata dagli eventi bellici quando, dopo la Disfatta di Caporetto, venne invasa dalle truppe austriache avanzate fino al fiume Piave. Tra le due guerre mondiali il territorio fu nuovamente interessato a bonifica che strappò all'acquitrino più di 3000 ettari di terreno. La fatica dei braccianti, veri protagonisti dell'opera, è magistralmente raccontata dal poeta sanstinese Romano Pascutto.
Nel 1921 iniziarono i lavori per la deviazione del fiume Livenza che passava per il centro cittadino. L'alveo attraversava Corbolone e con un'ampia ansa faceva il suo ingresso nella cittadina attraverso la zona detta Buso e giungeva presso la Chiesetta del Rosario passando di fronte al castello e arrivando alla chiesa di Santo Stefano e arrivando alle Sette Sorelle. Il fiume fu fatto passare al confine con il comune di Torre di Mosto, venne interrato il percorso che passava per il centro e per l'attuale quartiere Europa (in località Bivio Triestina). Infine il percorso che delimitava San Stino e Corbolone fu sostituito dal Canale Malgher soprannominato dai sanstinesi "Canaletta".
Durante l'epoca fascista furono edificate molte opere pubbliche le più importanti furono il Foro Boario (oggi sede delle scuole medie ed elementari), e la Casa del Fascio (divenuta nel tempo scuola media, asilo comunale, attualmente sede croce bianca e banda cittadina, dal 2014 anche caserma dei carabinieri), in seguito alla caduta del regime fascista e il 26 aprile 1945 San Stino fu liberata dai nazisti.

### Simboli
Lo stemma e il gonfalone sono stati concessi con decreto del presidente della Repubblica del 13 dicembre 1964.
La composizione venne approvato con deliberazione del consiglio comunale n. 53 del 5 novembre 1963. Le stelle simboleggiano i due centri costituenti il nucleo originario degli insediamenti abitativi, la banda il corso della Livenza che ne completa l'onomastica.
Il gonfalone è un drappo partito di bianco e di azzurro.

### Onorificenze
Il Comune di San Stino di Livenza e il Gruppo Comunale di Protezione Civile sono stati entrambi separatamente decorati di:

## Monumenti e luoghi d'interesse

### Architetture religiose
- Duomo di Santo Stefano Protomartire (1864)
- Chiesetta della B.V. del Rosario (1568) Chiesetta del Rosario

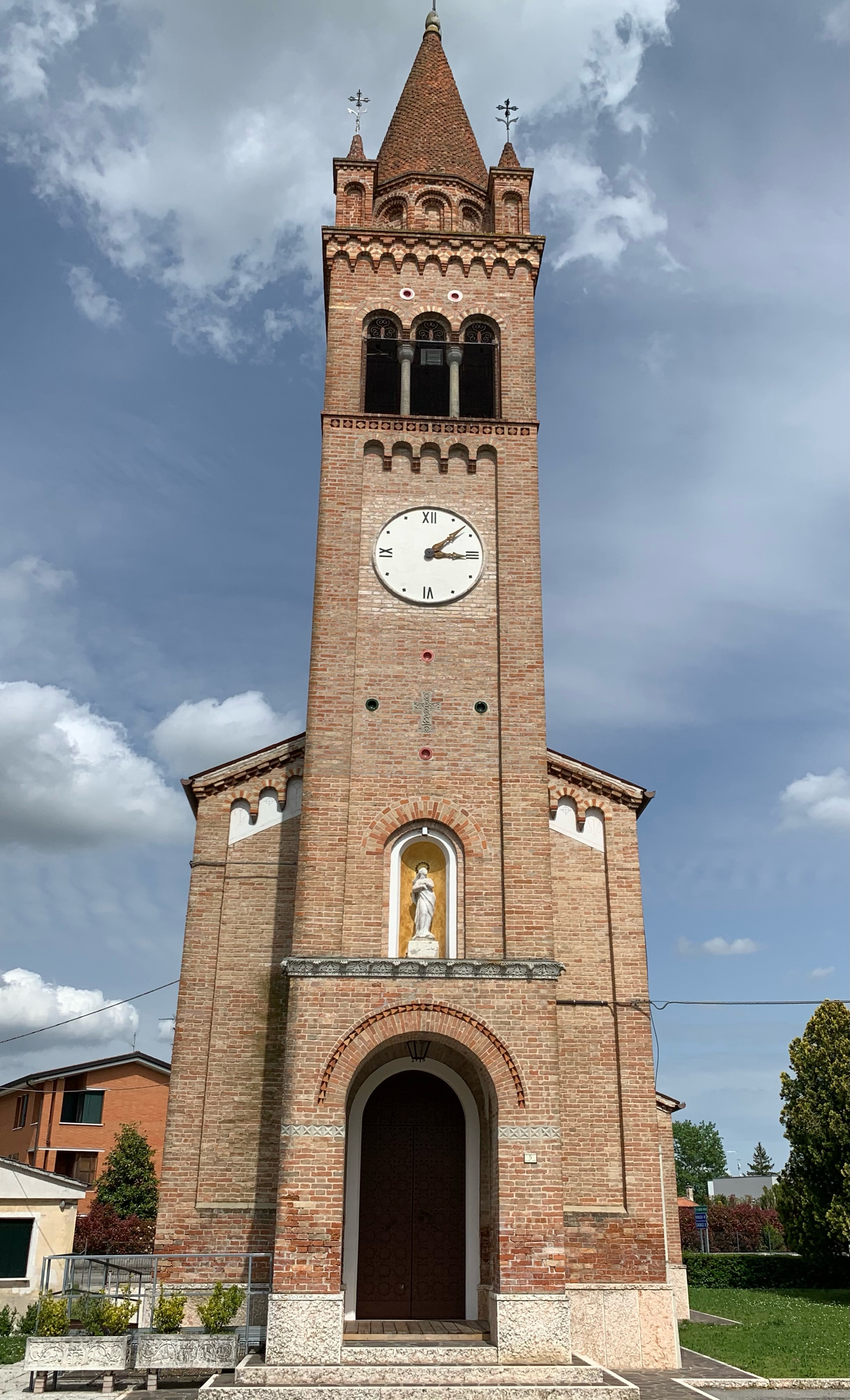
Chiesetta del Rosario

- Chiesa di San Marco a Corbolone (1524)
- Chiesa di San Pio X (1920)
- Beata vergine delle grazie - Capitello del Buso (1902) Capitello Beata Vergine delle Grazie

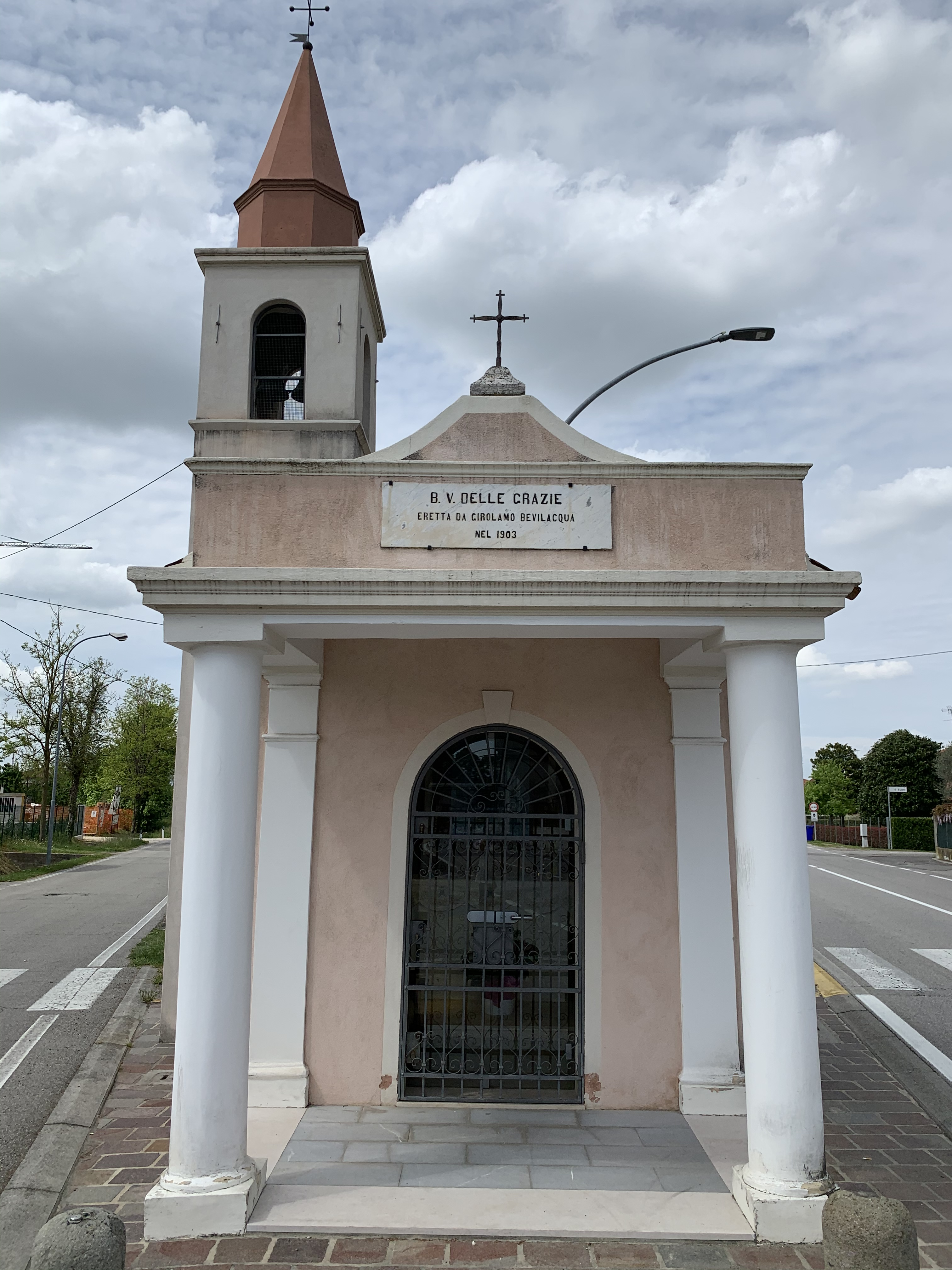
Capitello Beata Vergine delle Grazie

- Chiesa di Sant'Antonio
- Chiesa della Madonna della Salute
- Oratorio Santo Stefano

### Architetture civili
Castello (XI secolo)
Originariamente era una semplice fortezza campale posta su un'altura creata artificialmente in terra battuta ma, con il tempo acquistò le dimensioni e le caratteristiche proprie di una massiccia struttura difensiva con fossato, ponte levatoio, torri, avancorpi e merlature. La costruzione primitiva si ritiene risalga all'epoca feudale (XI sec.)e fu realizzata dalla antica famiglia dei Prata su concessione del Patriarca di Aquileia. Era dotato di un passaggio sotterraneo, ora ostruito, che biforcandosi portava da un lato alla Livenza e dall’altro al fossato di cinta. Nel 1388  la Repubblica di Venezia lo incendió per vendetta contro il Patriarcato ma, successivamente, con l’annessione del territorio alla Serenissima e la perdita dell’importanza strategica a fini militari, il complesso passó in mano ad importanti famiglie veneziane (Venier, Contarini, Zeno) e poi ai Policreti, Revedin, Tonicello, Pancino e Tonini che, nei secoli, attraverso massicci interventi di recupero,lo adattarono alle nuove necessità residenziali. Attualmente, a seguito delle opere di deviazione del fiume effettuate agli inizi del XX secolo, il complesso non affaccia più sulla Livenza ed è in parte nascosto da una fitta boscaglia. Due statue in pietra rappresentanti Ercole e Vulcano sono posizionate sui due pilastri del cancello che si apre sul viale di accesso al complesso. Si presenta come una massiccia struttura rettangolare realizzata in cotto con muri doppi da 2,25mt. Presenta sul lato nord una parte completamente nuda e i suoi mattoni sono di due specie: sottili che si riscontrano nel XIII-XIV sec.e gli anteriori messi in opera non tutti interi. Era in origine più alto di oggi e rivela sulla facciata meridionale una posteriore costruzione addossata al mastio, qualche finestra chiusa in stile romanico e, più in su, resti di merlatura incorporata, della forma del palazzo municipale di Portogruaro che non correva nello stesso piano, bensì su linea spiovente. Sul fronte ad ovest le aperture seicentesche hanno sostituito le primitive; i resti di ammorsamenti presenti sulla parete a nord fanno ritenere che qui poggiasse una torre.
Una parte del sedime originario del castello è oggi di proprietà parrocchiale (ricreatorio)e comprende un elegante edificio ottocentesco che richiama lo stile classico delle ville venete con timpano centrale, affiancato da un voluminoso annesso rustico (barchessa) realizzato alla fine del Settecento. Secondo quanto riportato da Alessandro Policreti nel 1946, le torri e le mura del castello furono demolite alla fine del XVIIIsec. proprio per realizzare la adiacente”barchessa” dei conti Zeno (famiglia di origine del nonno).
Ville
San Stino di Livenza può vantare la presenza nel suo territorio di alcune case dominicali di origine od ispirazione veneziana, di notevole eleganza e in ottimo stato di conservazione.
Villa Rubin, già Mazzotto, a San Stino
Fu costruita dai Papadopoli nei primi decenni del Settecento.
Fa dell'assoluta proporzione dei volumi la sua più apprezzabile caratteristica: si presenta a pianta quadrata veneziana e su tre piani. Le facciate principali dell’edificio sono una rivolta a nord verso la Livenza e l'altra a mezzogiorno e presentano come elemento caratterizzante una serliana in corrispondenza della sala centrale del piano nobile. Queste serliane sono oggi murate nelle aperture laterali.
Villa Migotto, già Zanier, a San Stino.
L’edificio è oggi in precarie condizioni statiche a causa di mancata manutenzione.
È caratterizzata da eleganti cornici in pietra che sormontano le finestre del piano terra e del piano nobile; la sala centrale del piano nobile presenta un balcone, timpanato con balaustra in ferro forgiato. 
Lo spazio antistante, un tempo occupato da un grande giardino, è oggi in stato di abbandono.
Villa Murador, già Calzavara, a Corbolone.
Caratterizzata nella facciata principale da un elegante poggiolo in cui si aprono due monosfere separate da una colonnina. Il salone centrale del piano nobile, provvisto di cornice marcapiano, è illuminato da bifore con archi a tutto sesto e poggioli in pietra viva.
Villa Migotto, a Corbolone.
Si presenta con tipica pianta alla veneziana con salone centrale al piano nobile illuminato da una trifora con balcone centrale e cinque monofore addossate, la centrale con poggiolo, che si contrappongono alle finestrelle quadrate del piano granario. Tutte le finestre del piano nobile sono archivoltate e la cornice del tetto è a modiglioni.
Villa Gubitta, a Corbolone.
Risale al periodo a cavallo tra il XVI e il XVII secolo. 
Presenta la facciata verticalizzata da due grandi camini e da due abbaini.
Ha subito diversi significativi rimaneggiamenti che ne hanno alterato la struttura originale, soprattutto il tetto, le finestre del granaio, il balcone con il terrazzo e le canne fumarie sulla facciata principale.
Degno di menzione un affresco raffigurante la Madonna con il Bambino e Santi della scuola del Pordenone.
Villa Piva, già Corner, a Sant'Alò.
L'edificio è una semplice costruzione cubica e non presenta elementi architettonici particolari ad eccezione di un cornicione a modiglioni. È ubicata al centro di una estesa proprietà agricola ed attorniata da annessi rustici.

#### Villa Correr-Agazzi
La villa, nella sua forma attuale, risale al periodo compreso tra il 1687 ed il 1691 quando Carlo ed Iseppo Agazzi, due dei figli maschi di Francesco, mettono mano all'ampliamento e all'abbellimento della vecchia Villa Dominicale, di origine cinquecentesca, loro pervenuta per successione del padre.
La ristrutturazione comporta l'aggiunta di un grande piano nobile e di un quarto piano, con funzioni di granaio, alla preesistente fabbrica cinquecentesca originariamente concepita su due soli livelli; viene inoltre aggiunta un'ampia Barchessa, sviluppata su due piani, edificata sul lato destro della Villa, funzionale all'attività agricola svolta nella stessa.
Gli Agazzi, originari del territorio di Bergamo, al tempo parte integrante dello "Stato da Terra" della Serenissima, appartengono ad un nucleo familiare che si stabilisce definitivamente a Venezia, in contrada di San Severo, a fine Cinquecento.
È databile alla prima metà del XVII secolo l'acquisto che Francesco Agazzi effettua dai nobili Sbrojavacca di Portogruaro della casa dominicale sita a Biverone per utilizzarla come dimora collegata all'esercizio dell'impresa agricola: l'interessamento per l'attività agricola è promosso infatti dalla Repubblica, che ha intrapreso, a questo scopo, importanti lavori di bonifica: molte famiglie patrizie e la ricca borghesia cittadina sono così spinte ad investire i proventi della mercatura marittima nelle più tranquille rendite assicurate dallo sfruttamento agricolo dei terreni.
La Villa, dopo l'intervento di ristrutturazione, assume l'aspetto di un importante complesso architettonico dove trovano spazio, oltre al fabbricato principale dotato di piano terreno, mezzanino, piano nobile e granaio, altri annessi tipici degli insediamenti di Villa come l'Oratorio, il brolo, il giardino "all'italiana": già all'inizio del XIX secolo, tuttavia, alcuni di questi elementi non appaiono già più segnalati nelle mappe, segno della loro probabile demolizione, come pure definitivamente scomparsi, a metà Novecento, sono gli affreschi che adornavano il prospetto sud della villa commissionati dagli Agazzi verso la metà del XVII secolo.
Villa Correr Agazzi riflette l'aspetto tipico delle Ville Venete seicentesche, con un ampio tetto a padiglione, mentre il corpo di fabbrica è ingentilito, a levante e a ponente, da un semplice cornicione a modiglioni e da cornici marcapiano: la conformazione assunta dopo gli interventi di fine Seicento collocano la Villa nella tipologia della "Casa Fontego" tripartita di origine veneziana dove una grande sala longitudinale centrale, il Salone Passante, su cui affacciano altre stanze di minore ampiezza, costituisce l'elemento caratteristico distributivo degli spazi.
In entrambe le facciate, la strutturazione della finestratura riprende l'impianto interno con il Salone Passante che prende luce da una trifora e da una serliana poste, rispettivamente, a Mezzogiorno e a Settentrione del medesimo.
Villa Correr Agazzi, vincolata dallo Stato come "bene di preminente interesse artistico e storico" ex legge 1089/1939 è qualificata come Villa Veneta ed inserita nell'apposito catalogo al n^ 387: essa costituisce la maggior manifestazione di questo tipo di insediamento nel basso corso della Livenza.
La villa è inserita in un ampio parco di oltre 25.000 metri quadrati abbellito da alberi d'alto fusto; un recente intervento di restauro conservativo ha interessato la Barchessa e il Parco, riportando questi due importanti elementi del complesso alla loro primitiva conformazione, esaltandone i caratteri originari.
La villa ospita oggi nella sua rinnovata cornice eventi selezionati, congressi, meeting aziendali, matrimoni, concerti.

#### Monumenti
- Monumento ai caduti - Piazza Aldo Moro
- Monumento ai caduti - Corbolone
- Ponte con gli archi (1929)
- Fontanella del Buso
- Capitello del Buso ("Cesiol" Madonna delle Grazie)

#### Piazze
- Piazza Cavalieri di Vittorio Veneto (Seicento): tra le costruzioni di interesse storico è da segnalare inoltre l'edificio di epoca seicentesca, prospiciente la piazza di Corbolone, che si presume fosse sede della Municipalità.
- Piazza Aldo Moro piazza principale della città dove è situato il Municipio.
- Piazza Carlo Goldoni seconda piazza della città situata tra via Marconi e via Carducci, è caratterizzata dalla presenza di molti alberi. Era sede del Palazzo Municipale e ora sede di una banca.
- Piazzale Santo Stefano è il sagrato della chiesa parrocchiale della città liventina.

## Aree naturali

### Parchi e Giardini
- Giardinetti di via Matteotti situati tra via Marconi e via Matteotti presso il centro della città
- Giardinetti di via Gonfi situati a 100 metri dal cimitero su via Gonfi presso il quartiere Marco Polo
- Parco la pantera rosa piccolo campetto da calcio con giochi situato tra via F.lli Cervi e via Nenni presso il quartiere Marco Polo
- Parco Iqbal Masih situato in via Gaffaree presso il quartiere Marco Polo
- Giardinetti di via S. D'Acquisto situati in via Salvo D'Acquisto presso il quartiere Europa

### Boschi

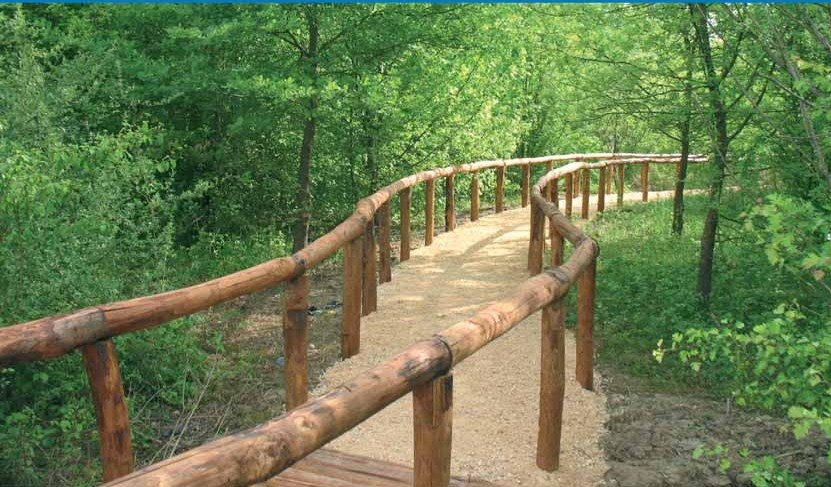
Sentiero di accesso al Palù del Bandiziol

- Bosco di Bandiziol situato tra la provinciale 61 tra la località di Bosco e la frazione di Corbolone
- Bosco di Prassaccon situato tra l'autostrada e San Stino

Le aree in cui sorgono attualmente i boschi fino alla Seconda guerra mondiale erano ricche di vegetazione boschiva. Durante la guerra vennero disboscate dai tedeschi, dopo l'occupazione di San Stino, per riscaldare il commando locale situato presso il Buso a circa 1,5 km di distanza. Finita la guerra le ceppaie vennero tolte e il terreno venne adibito ad agricoltura. Nel 1994 il terreno venne acquistato dal comune e iniziò il progetto di riempiantazione degli alberi dei boschi di Bandiziol e Prassacon. Nel 2000 i 110 ettari furono completati anche se attualmente ogni anno vengono piantate nuove piante.
All'interno del bosco si trovano diverse aree naturali:
- Prà del Roccolo

All'interno del bosco si trova un grande prato con al centro un roccolo, che un tempo sorgeva ai margini del bosco, è una piccola torre su base quadrata su due piani. Ora è usato come punto d'osservazione dell'area boschiva però il Roccolo precedente era adibito all'uccellagione, accanto al lato destro della struttura sono stati piantati nel corso degli anni dalle scuole del sanstinese diversi alberi.
- Palù del Bandiziol

Per ricordare la natura del territorio sanstinese che fino ai primi decenni del Novecento era lagunare nella parte orientale del bosco è stata costruita su 10000 m² e per due metri d'altezza una piccola laguna con all'interno dei piccoli isolotti, il luogo è habitat di aironi, garzette, pivieri, germani e altre anatre di superficie nonché di molti animali d'acqua. Agli estremi è presente un canneto utile alla nidificaizione degli uccelli
- Cason del Bandiziol

Sopra l'isolotto più consistente della laguna è stato costruito un edificio su tre piani adibito all'osservazione ornitologica, ed è presente un piano sott'acqua per l'osservazione dell'habitat acquatico.
Per raggiungere il luogo del Palù e del Cason si doveva percorrere un'antica stradina detta Munisture, però nel 2009 è stata sostituita da un sentiero che passa all'interno del bosco collegando l'area con il Pra del Roccolo, a tratti il percorso è costruito su pezzi di legno e a tratti su terra battuta.
Quando il bosco sarà completamente maturato, entrò il 2050, le piante tratterranno circa 58 000 tonnellate di CO2 e ridurrà le emissioni del comune di circa il 20-30% così rispettando il patto dei sindaci, firmato anche da San Stino, per la riduzione delle emissioni di anidride carbonica.

### Cascata di Corbolone
Il canale Malgher passando dal letto artificiale al letto che una volta occupava il fiume Livenza prima della deviazione attraversa una piccola cascata che si trova presso la frazione di Corbolone, al confine con la provincia di Treviso, la cascata alta poco più di tre metri rimane un luogo suggestivo ed è possibile passeggiare sopra la rapida tramite la passerella.

## Società

### Evoluzione demografica
Abitanti censiti

### Etnie e minoranze straniere
Al 31 dicembre 2015 gli stranieri residenti nel comune sono 1 312, ovvero il 10,15% della popolazione. Di seguito sono riportati i gruppi più consistenti:
1. Romania, 235
2. Repubblica di Macedonia, 186
3. Marocco, 169
4. Albania, 146
5. Serbia, 114
6. Kosovo, 88
7. Ucraina, 71
8. Moldavia, 46
9. Bosnia ed Erzegovina, 37
10. Croazia, 35

### Qualità della vita
In città vige il sistema di raccolta differenziata porta a porta dei rifiuti urbani che sono recuperati dalla società ASVO, sono presenti anche su ecocentri per la raccolta dei rifiuti concernenti questo sistema. Il comune è stato premiato da Legambiente nel 2011 come il primo comune riciclone della provincia di Venezia e ventitreesimo tra i comuni del nord Italia. La percentuale di raccolta differenziata è stata del 79,5% nel 2011 e 80,3% nel 2012.

## Cultura

### Istruzione
- 2 asili nido
- 4 scuole dell'infanzia
- 4 scuole primarie
- 2 scuole secondarie di primo grado
- 1 scuola secondaria di secondo grado

### Biblioteca
A San Stino è presente una biblioteca civica con sede all'interno del municipio, il servizio offre 22 827 libri e la lettura dei quotidiani il Corriere della Sera, la Repubblica, il Gazzettino e la Nuova Venezia. Assieme alle scuole del territorio organizza la mostra del libro. È presente all'interno della biblioteca un servizio di informazione per gli studenti e i giovani tra i 14 e i 30 anni chiamato Informagiovani.

### Teatri e cinema
In via Papa Giovanni XXII è situato il Cinema Teatro Romano Pascutto aperto nel 2000. I posti a sedere sono 316, suddivisi in 268 per la platea e 48 per la galleria.

### Musica
- Scuola di musica moderna presso l'associazione culturale UParte
- Banda Musicale Cittadina di San Stino di Livenza
- Scuola di musica della Banda Musicale Cittadina di San Stino di Livenza (Sax, Tromba, Trombone, Clarinetto, Flauto traverso, Percussioni, Propedeutica (3-6 anni), Pianoforte, Chitarra, Basso elettrico, Improvvisazione e teoria, improvvisazione e teoria Jazz (corso avanzato)
- Orchestra di Fiati della Livenza
- Big Evolution Band (Big Band con brani che spaziano dal Jazz al Pop, dal Funk al Blues)

### Eventi
- farmer's market, mercato dei prodotti agricoli a km 0 (giovedì)
- mercato (sabato)
- tipiche casere (falò) per l'epifania (5 gennaio)
- carnevale (febbraio)
- fiera dei fiori (3ª domenica di aprile)
- expo, tutte le aziende del sanstinese esposte in piazza (maggio)
- biciclettata fino al bosco di Bandiziol (2 giugno)
- San Stino...insieme, eventi vari, intrattenimento, teatro, musica, eventi sportivi (da giugno ad agosto)
- festeggiamenti settembrini (prime 2 settimane di settembre)
- fiera colori e sapori d'autunno (3ª settimana ottobre)
- Premio nazionale letterario di poesia dialettale Romano Pascutto (dicembre si svolge ogni due anni)
- festa del volontariato (8 dicembre)
- addobba la tua città-Natale in piazza (periodo natalizio)

### La collezione ornitologica Panont
La collezione ornitologica Panont nacque verso la fine degli anni quaranta ad opera di Gino Panont, il quale raccolse e imbalsamò numerosi uccelli trovati nei territori circostanti al bosco di Bandiziol. In circa cinquant'anni, Panont creò una collezione di 328 uccelli e 5 mammiferi, che alla sua morte vennero donati al comune di San Stino e sono tuttora conservati e visibili all'interno del municipio presso l'aula del consiglio comunale. Oggi tale collezione è considerata un simbolo della città e del bosco di Bandiziol.

## Geografia antropica

### Urbanistica
Con l'avvento della ferrovia alla fine dell'Ottocento, la costruzione della Stazione di San Stino di Livenza portò a far riversare gli abitanti dei piccoli centri vicini al centro cittadino, anche se tra la ferrovia e il centro non vi furono costruzioni fino al 1960
Fino al 1920 la città era sviluppata in tre zone: il centro attorno alla chiesa ed al castello, il Buso situato ad ovest della città ai confini con la località di Corbolone, esso comprendeva anche la zona che si stava creando della strada bassa, e la zona dei Quattro Cantoni situata tra la chiesa del Rosario e l'attuale casello autostradale, tra le strutture costruite in questi anni è da citare la locale casa del fascio, edificata nel 1934.

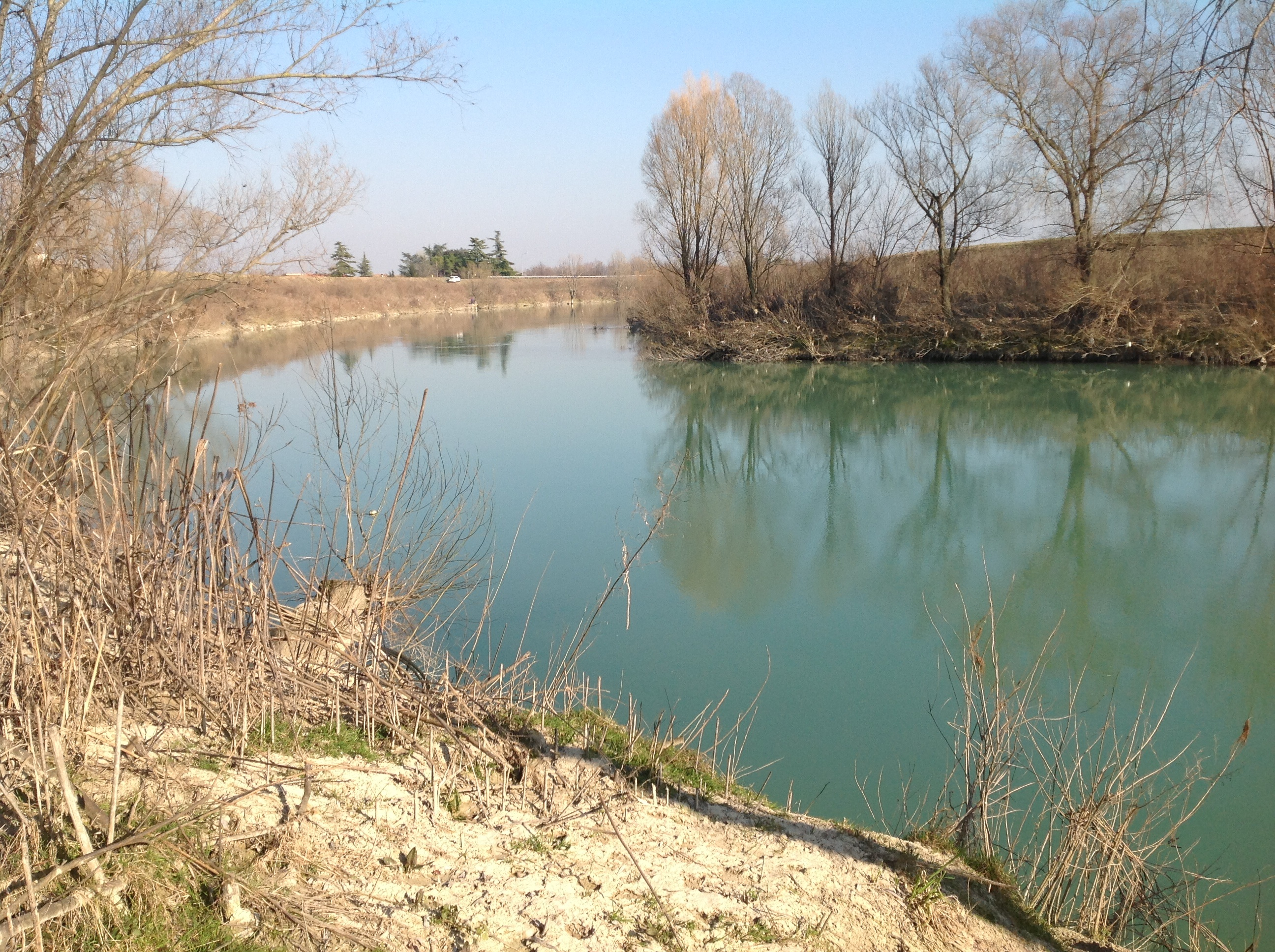
Ansa del fiume Livenza a sud della stazione, Via Indira Gandhi

Tra il 1920 e il 1935 i lavori di bonifica di Sette Sorelle e la deviazione del fiume Livenza apportarono un cambiamento alla città che vide nel secondo dopoguerra una forte crescita del centro e soprattutto con il continuo sviluppo. Le zone Buso, quattro cantoni e Fosson si unirono creando la parte nord-est della
città, intanto nell'ex foro boario vennero costruite le scuole elementari e la scuola professionale Mattei, che negli anni novanta fu spostata più a sud e lo stabile venne destinato alla scuola media, la vecchia sede era la casa del fascio sin dall'armistizio dell'8 settembre.
Negli anni sessanta finì l'espansione del centro arrivando sino al canale Malgher e venendo costruito lo stadio comunale Umberto Orlandini, a partire dagli anni settanta iniziarono ad essere costruite case nel territorio compreso tra la stazione ferroviaria e il centro della città. Dalla fine degli anni ottanta si iniziò a costruire oltre la ferrovia nell'allora località detta bivio triestina (infatti è il bivio tra la statale triestina, la provinciale per Caorle e l'entrata nella città) ed ora chiamato quartiere Europa.
Dagli anni 1990 la città ha iniziato un processo di industrializzazione con la costruzione della zona industriale, è da ricordare che in questi anni fu costruita la scuola elementare di bivio-triestina poi chiusa per gli alti costi e i pochi iscritti vista la vicinanza alla città.
Nel 2000 il territorio fino alla stazione era totalmente costruito e quindi si iniziò a costruire a est tra Viale Trieste e il Canale Malgher, dove fu edificato anche l'ecocentro comunale, il Palazzetto dello Sport Marta Russo e la nuova sede della scuola superiore IPSIA Enrico Mattei.
Nel 2003 inizia la costruzione del primo stralcio della tangenziale, che collega l'uscita del casello autostradale alla Statale 14, che si conclude nel 2011, in futuro la tangenziale dovrà unirsi alla strada provinciale San Stino-Caorle. A partire dal 2005 la zona tra Via Papa Giovanni XXII e il cimitero sino alla ferrovia hanno iniziato ad espandersi. Dal 2009 la viabilità urbana ha iniziato a modificarsi con il progetto rotonde e piste ciclabili Veneto, interessando Viale Trieste, largo Trieste, viale stazione, via Papa Giovanni XXII e via Matteotti.
Nello stesso anno è stato redatto il PAT del comune di San Stino trovando dei luoghi per la costruzione dell'ospedale unico del Veneto Orientale, un nuovo impianto sportivo e nuove scuole superiori.
Nel 2012 il comune è stato al centro delle polemiche per la costruzione della TAV che secondo il progetto dovrebbe tagliare l'area delle Sette Sorelle oppure il quadruplicamento della tratta esistente dove l'espansione dei binari comporterebbe la necessità di abbattere le case cresciute negli anni novanta vicino alla rete ferroviaria; la giunta comunale ha infine deliberato la richiesta di potenziare la linea storica Venezia-Trieste.

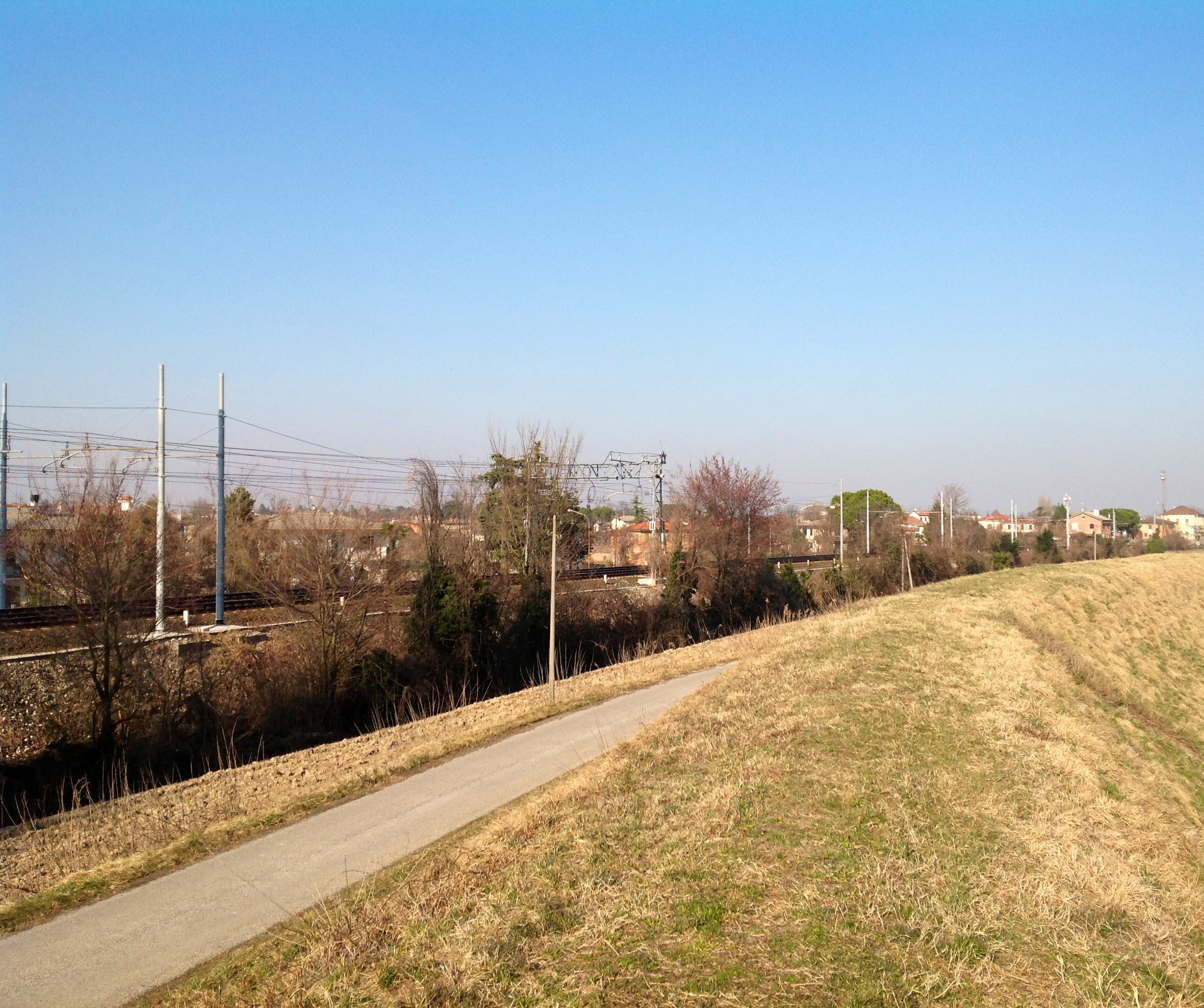
Ferrovia vicino al fiume Livenza
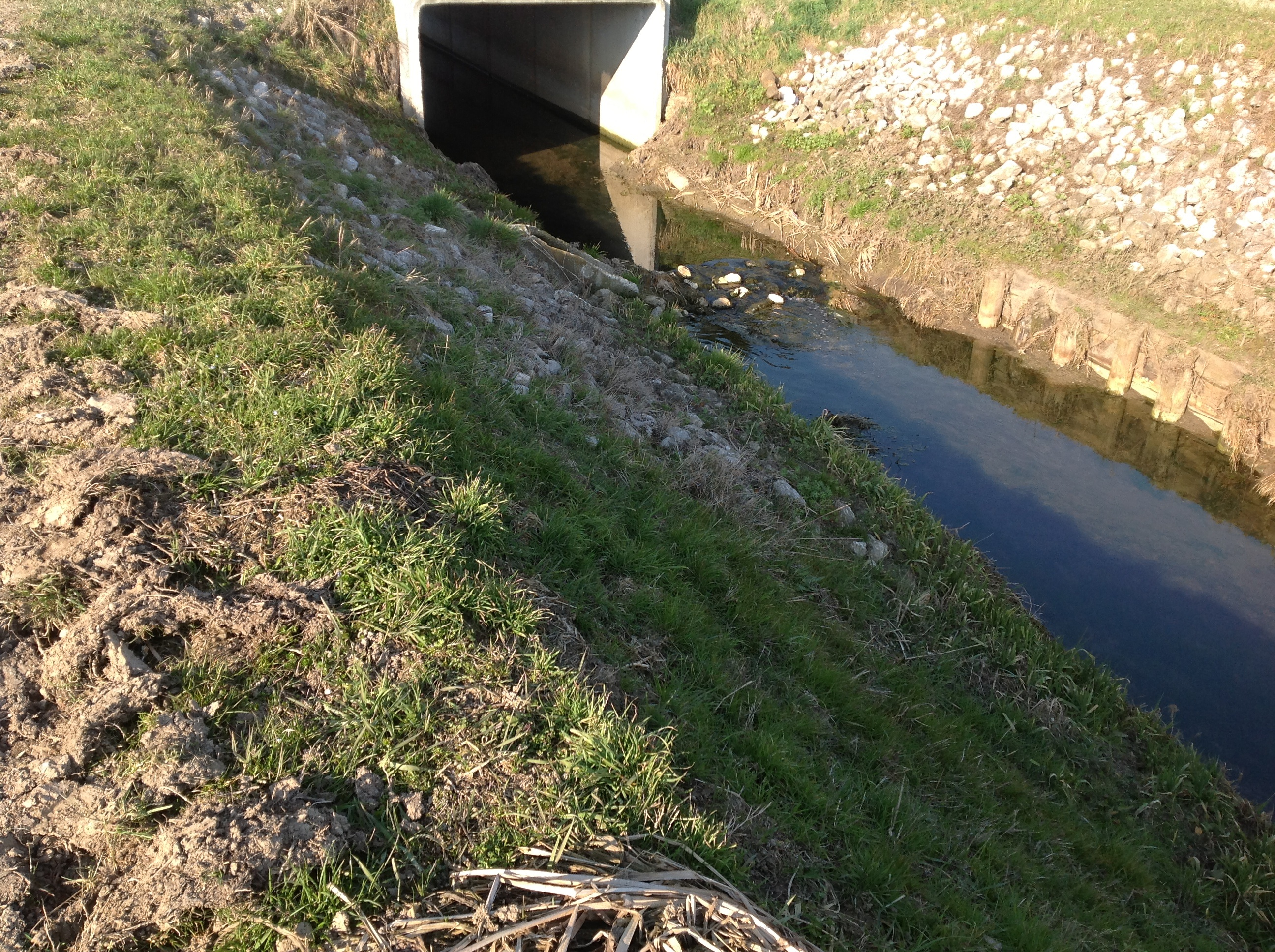
Canale Cernetta nei pressi della Via Annia

### Frazioni
- La Salute di Livenza (3113 abitanti)
- Corbolone (1328 abitanti)
- Biverone (927 abitanti)

### Località
- Bivio triestina
- Bosco (90 abitanti)
- Ca Cottoni
- Ottava Presa (101 abitanti)
- Sant'Alò

## Economia

### Agricoltura
A San Stino è presente la coltivazione di vite, infatti la città fa parte del progetto turistico la strada dei vini Lison-Pramaggiore per la produzione di vini DOC

### Industria
Il settore secondario sanstinese è presente soprattutto a sud della città nella zona industriale. Altre due importante aziende sono la Co.Met.Fer, azienda che raccoglie e ricicla metalli e ferro, e la MVO, magazzini del veneto orientale, servizio usufruito dai comuni del veneto orientale. Queste due aziende adoperano l'interporto costruito su iniziativa comunale per l'interscambio di merci da ferrovia e trasporto su gomma, il servizio eseguito in accordo con RFI si trova a 100 metri dalla stazione ferroviaria.

### Servizi
A San Stino di Livenza l'Azienda Sanitaria ULSS4 Veneto Orientale assicura l'erogazione dell'assistenza primaria attraverso il locale Distretto Socio Sanitario in Via Papa Giovanni XXIII n.8 (Anagrafe sanitaria, punto prelievi, ambulatori).

## Infrastrutture e trasporti

### Strade

#### Autostrade
- San Stino è attraversato a nord della città dall'Autostrada A4 Venezia-Trieste, ed è presente il casello per l'uscita di San Stino.

#### Strade statali
- San Stino è attraversato dalla Strada statale 14 della Venezia Giulia.

#### Strade regionali e provinciali
- Strada regionale 18 di San Stino "Tangenziale Giuseppe Pancino"
- Strada provinciale 59 San Stino di Livenza-Caorle
- Strada provinciale 60 San Stino di Livenza-Belfiore
- Strada provinciale 61 San Stino di Livenza-Annone Veneto
- Strada provinciale 163 San Stino di Livenza-Motta di Livenza-Oderzo

### Ferrovie

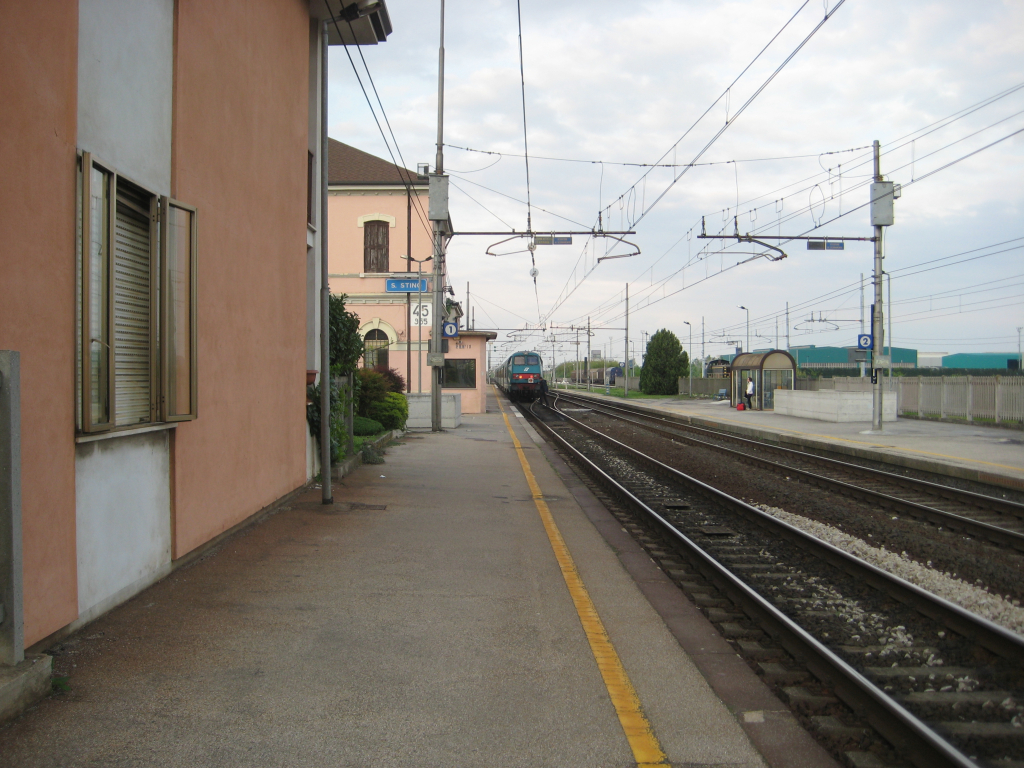
La stazione ferroviaria

La Stazione di San Stino di Livenza si trova sulla ferrovia Venezia-Trieste e serve il territorio dei comuni del Sanstinese, alcuni comuni del sud della Provincia di Treviso e la località balneare di Caorle. La stazione fa parte del progetto del Sistema Ferroviario Metropolitano Regionale.
Durante la prima guerra mondiale la stazione di San Stino era il capolinea di una ferrovia militare diretta a Grisolera (attuale Eraclea)

### Aeroporti
Ad est della città è presente anche un piccolo aeroporto per aerei privati e ultraleggeri gestito dal Parco Livenza.

### Mobilità urbana
San Stino è coperta da un servizio di autobus extraurbani gestito dall'ATVO. Le linee mettono in comunicazione la città con gli altri centri del Veneto Orientale.

## Amministrazione

### Sindaci dal 1866 al 1946
| Periodo | Periodo | Primo cittadino      | Partito                       | Carica                  | Note                                 |
| ------- | ------- | -------------------- | ----------------------------- | ----------------------- | ------------------------------------ |
| 1866    | 1874    | Giuseppe Giusti      |                               | Sindaco                 |                                      |
| 1871    | 1874    | Giovanni Pizzoli     |                               | Sindaco                 |                                      |
| 1874    | 1901    | Giuseppe Giusti      |                               | Sindaco                 |                                      |
| 1901    | 1906    | Angelo Zulianello    |                               | Sindaco                 |                                      |
| 1906    | 1914    | Matteo Corazza       |                               | Sindaco                 |                                      |
| 1914    | 1919    | Olindo Mazzotto      |                               | Sindaco                 |                                      |
| 1919    | 1920    | Olindo Mazzotto      |                               | Commissario prefettizio |                                      |
| 1920    | 1922    | Giuseppe Pancino     | PCI                           | Sindaco                 | Dimissionario dopo la Marcia su Roma |
| 1922    | 1923    | Silvio Barbaro       |                               | Sindaco                 |                                      |
| 1923    | 1927    | Virginio Presotto    | Partito Nazionale Fascista    | Sindaco                 |                                      |
| 1927    | 1927    | Michero De Dillon    | Partito Nazionale Fascista    | Sindaco                 |                                      |
| 1927    | 1928    | Francesco Ancillotto | Partito Nazionale Fascista    | Podestà                 |                                      |
| 1928    | 1941    | Bernardo Segati      | Partito Nazionale Fascista    | Podestà                 |                                      |
| 1941    | 1941    | Antonio Zovatto      | Partito Nazionale Fascista    | Commissario prefettizio |                                      |
| 1941    | 1944    | Antonio Zovatto      | Partito Nazionale Fascista    | Podestà                 |                                      |
| 1944    | 1945    | Francesco Zambella   | Partito Fascista Repubblicano | Commissario Prefettizio |                                      |
| 1945    | 1945    | Giuseppe Pancino     | PCI-PSI                       | Sindaco                 |                                      |
| 1945    | 1946    | Matteo Corazza       |                               | Sindaco                 |                                      |

### Sindaci dal 1946
| Nominativo                                           | Nominativo                                        | Partito / Coalizione                              | Periodo                                           | Elezione                                          |
| Sindaci eletti dal Consiglio comunale (1946-1995)    | Sindaci eletti dal Consiglio comunale (1946-1995) | Sindaci eletti dal Consiglio comunale (1946-1995) | Sindaci eletti dal Consiglio comunale (1946-1995) | Sindaci eletti dal Consiglio comunale (1946-1995) |
| ---------------------------------------------------- | ------------------------------------------------- | ------------------------------------------------- | ------------------------------------------------- | ------------------------------------------------- |
|                                                      | Giuseppe Pancino                                  | Partito Comunista Italiano                        | 1946-1951                                         | 1946                                              |
|                                                      | Domenico Zulianello                               | Democrazia Cristiana                              | 1951-1956                                         | 1951                                              |
|                                                      | Luigi Settin                                      | Democrazia Cristiana                              | 1956-1957                                         | 1956                                              |
|                                                      | Ermidio Stefanato                                 | Democrazia Cristiana                              | 1957-1958                                         | (1956)                                            |
|                                                      | Paolo D'Elia (Commiss. prefettizio)               | -                                                 | 1958-1960                                         | -                                                 |
|                                                      | Domenico Zulianello                               | Democrazia Cristiana                              | 1960-1962                                         | 1960                                              |
|                                                      | Ermidio Stefanato                                 | Democrazia Cristiana                              | 1962-1970                                         | (1960)                                            |
| 1964                                                 | Ermidio Stefanato                                 | Democrazia Cristiana                              | 1962-1970                                         |                                                   |
|                                                      | Giovanni Fingolo                                  | Partito Socialista Italiano                       | 1970-1971                                         | 1970                                              |
|                                                      | Ermidio Stefanato                                 | Democrazia Cristiana                              | 1971-1972                                         | (1970)                                            |
|                                                      | Gianni Girardi                                    | Partito Socialista Italiano                       | 1972-1975                                         | (1970)                                            |
|                                                      | Romano Pascutto                                   | Partito Comunista Italiano                        | 1975-1980                                         | 1975                                              |
|                                                      | Alessandro Rigato                                 | Partito Socialista Italiano                       | 1980-1987                                         | 1980                                              |
| 1985                                                 | Alessandro Rigato                                 | Partito Socialista Italiano                       | 1980-1987                                         |                                                   |
|                                                      | Filiberto Giro                                    | Partito Socialista Italiano                       | 1987-1990                                         | (1985)                                            |
|                                                      | Maria Maddalena Orlandini                         | Democrazia Cristiana                              | 1990-1991                                         | 1990                                              |
|                                                      | Paolino Tonussi                                   | Democrazia Cristiana                              | 1991-1992                                         | (1990)                                            |
|                                                      | Marcello Basso                                    | Partito Democratico della Sinistra                | 1992-1995                                         | (1990)                                            |
| Sindaci eletti direttamente dai cittadini (dal 1995) |                                                   |                                                   |                                                   |                                                   |
|                                                      | Marcello Basso                                    | Centro-sinistra                                   | 1995-2002                                         | 1995                                              |
| 1999                                                 | Marcello Basso                                    | Centro-sinistra                                   | 1995-2002                                         |                                                   |
|                                                      | Enrico Caterino (Commiss. prefettizio)            | -                                                 | 2002-2003                                         | -                                                 |
|                                                      | Luigino Moro                                      | Centro-sinistra                                   | 2003-2013                                         | 2003                                              |
| 2008                                                 | Luigino Moro                                      | Centro-sinistra                                   | 2003-2013                                         |                                                   |
|                                                      | Matteo Cappelletto                                | Centro-sinistra                                   | 2013-2023                                         | 2013                                              |
| 2018                                                 | Matteo Cappelletto                                | Centro-sinistra                                   | 2013-2023                                         |                                                   |
|                                                      | Gianluca De Stefani                               | Centro-destra                                     | 2023-in carica                                    | 2023                                              |

## Sport

### Calcio
San Stino è sede di quattro squadre calcistiche che disputano in serie minori:
- A.C.D. San Stino fu fondata nel 1925 gioca nel girone O in seconda categoria e si allena nello Stadio comunale Umberto Orlandini di San Stino.
- A.S.D La Salute milita in Prima categoria e si allena nello Stadio Augusto Veronese di La Salute di Livenza.
- A.S.D. Corbolone
- A.C. Biverone
- A.C. Sette Sorelle

### Basket
A.S.D. Pallacanestro San Stino squadra di pallacanestro, si allena presso il Palazzetto dello Sport Marta Russo.

### Pallavolo
Volley S.Stino squadra di pallavolo militante in serie C, si allena presso il Palazzetto dello sport Marta Russo.
"A. S. D. Ciuff Team" squadra amatoriale mista di pallavolo, si allena presso il Palazzetto dello sport Marta Russo.

### Rugby
A. S. D. Rugby Foxes Livenza, squadra di rugby giovanile, si allena presso Parco Livenza.

### Nuoto
"A.S.D. Parco Livenza" squadra di nuoto, si allena presso Parco Livenza.

### Ginnastica artistica
"A.S.D. Artistica '98" squadra di ginnastica artistica si allena presso la palestra di Corbolone situata in Via Gallo.

### Hockey
"A.S.D. Roller Livenza" squadra di hockey, si allena presso la Pista di Hockey delle scuole.

### Karate
"Acc. Wado-Ryu Karate-Do renmei" accademia di karate, si allena presso il Palazzetto dello sport Marta Russo.

### Danza
- "A.S.D. Domus Danza" scuola di danza, ha sede presso il Palazzetto dello sport "Marta Russo".
- "Academy Danza" scuola di danza

### Altri sport
Altri sport presenti sono:
- "A.S. Blue Arrows" scuola di volo per ultraleggeri, utilizzano l'aeroporto presso il Parco Livenza.
- "Motocross" presso la pista Motocross a Sette Sorelle.
- "Ippica" presso il maneggio Baby Ranch di via Pordenone.